# John P. Meier
John Paul Meier (Nueva York,  8 de agosto de 1942-18 de octubre de 2022) fue un sacerdote católico y estudioso bíblico norteamericano. Autor de la obra monumental A Marginal Jew: Rethinking the Historical Jesus (Un Judío Marginal, Repensando al Jesús Histórico) (1991-2016), en cinco volúmenes. Publicó seis libros y más de ochenta artículos para revistas y libros.

## Vida y carrera
Meier frecuentó el Colegio y Colegio de San José, en Yonkers (estado de Nueva York), donde se licenció en 1964. Frecuentó, más tarde, la Pontificia Universidad Gregoriana, en Roma, donde se licenció en Teología, en 1968, y el Pontificio Instituto Bíblico de Roma, donde se doctoró en Sagradas Escrituras (1976). Fue profesor del Nuevo Testamento en la Universidad Católica de América, en Washington D. C., y de Teología en la Universidad de Notre Dame, en South Bend (Indiana).

## Obra
Los principales líneas de investigación de Meier se centraron en el Nuevo Testamento, en particular la figura de Jesús histórico y en el Evangelio según Mateo. Meier también se interesó por los temas del Judaísmo en la Palestina del siglo I d. C. y sobre la relación del Evangelio de Tomás con los Evangelios Sinópticos.

## Un Judío Marginal, Repensando al Jesús Histórico
La principal obra de Meier es Un Judío Marginal, Repensando al Jesús Histórico, publicada en cinco volúmenes, de 1991 a 2016. Su obra fue referida por el papa Benedicto XVI en su libro sobre Jesús de Nazaret, publicado en 2007.

## Libros
- Law and History in Matthew's Gospel (1976). Rome: Biblical Institute.
- The Vision of Matthew (1979). New York, NY: Paulist Press.
- Matthew (1980). Lex Orandi 3. Collegeville, MN: Liturgical Press.
- Access Guide to Matthew (1980). New York: Sadlier.
- Antioch and Rome: New Testament Cradles of Catholic Christianity (1983), com Raymond E. Brown. New York, NY: Paulist Press.
- The Mission of Christ and His Church (1990). Wilmington, DE: Glazier.
- A Marginal Jew: Rethinking the Historical Jesus: Volume 1: The Roots of the Problem and the Person (1991). Anchor Bible Reference Library Series. New York: Yale University Press.
- A Marginal Jew: Rethinking the Historical Jesus: Volume 2: Mentor, Message and Miracles (1994). Anchor Bible Reference Library Series. New York: Yale University Press.
- A Marginal Jew: Rethinking the Historical Jesus: Volume 3: Companions and Competitors (2003). Anchor Bible Reference Library Series. New York: Yale University Press.
- A Marginal Jew: Rethinking the Historical Jesus: Volume 4: Law and Love (2009). Anchor Bible Reference Library Series. New York: Yale University Press.
- Jésus et le divorce (2015). Paris: Les Editions du CERF.
- A Marginal Jew: Rethinking the Historical Jesus: Volume 5: Probing the Authenticity of the Parables (2016). Anchor Bible Reference Library Series. New York: Yale University Press.